# Mattias Desmet
Mattias Desmet (1976) is professor klinische psychologie verbonden aan de Vakgroep Psychoanalyse en Raadplegingspsychologie van de Universiteit Gent. Hij heeft een doctoraat in de psychologie en een masteropleiding in de statistiek. Zijn specialisatie is psychoanalyse.
Tijdens de coronacrisis sprak Desmet zich uit tegen de maatregelen, die hij uitlegde als een stap op weg naar totalitarisme. Internationaal maakte hij omstreden passages bij de Amerikaanse opiniemaker Tucker Carlson en bij de complotdenker Alex Jones.

## Opleiding
In 2003 studeerde Desmet af aan de Universiteit Gent als licentiaat in de klinische psychologie. In 2007 behaalde Desmet aan de Universiteit Gent een doctoraat in de psychologische wetenschappen, met Paul Verhaeghe als promotor.

## Visie over Covid-19
Desmet raakte bekend door zijn negatieve beoordeling van de coronamaatregelen, van lockdowns en social distancing tot de mondmaskerplicht en de coronapas. Daarnaast deed hij een aantal uitspraken die door factcheckers als onwaar en/of misleidend werden beoordeeld, zoals dat alle overleden ouderen bij de coronasterftes werden geteld, dat de PCR-tests niet correct werkten, en dat een studie had aangetoond dat bij gevaccineerde ouderen 40 procent meer coronabesmettingen waren vastgesteld dan bij niet-gevaccineerde ouderen. Hij liet ook de mogelijkheid open dat hydroxychloroquine werkzaam was tegen COVID-19, terwijl meta-analyses hadden aangetoond dat het ineffectief was en de sterftekans zelfs kon verhogen. Het leverde hem vanwege SKEPP de Skeptische Put 2020 op, een prijs voor wie zich "uitzonderlijk onkritisch" heeft opgesteld. De jury schreef dat zijn ongefundeerde of ronduit foute uitspraken konden aanzetten tot onvoorzichtig gedrag en vaccinatietwijfel voeden.

## Massavorming, totalitarisme en het mechanistisch mens- en wereldbeeld
In 2022 verscheen bij de Vlaamse uitgeverij Pelckmans Desmets boek De psychologie van totalitarisme. Het is een betoog over hoe de massa zich overgeeft aan totalitarisme, voortbouwend op werk van de Franse arts en psycholoog Gustave le Bon, de Duitse filosofe Hannah Arendt en de Franse poststructuralist Foucault. Desmets boek was, tenminste in het jaar dat het gepubliceerd werd, verplicht leesmateriaal voor het vak 'Cultuur- en maatschappijkritiek' dat Desmet in dat jaar in het tweede jaar van de bacheloropleiding Psychologie doceerde.
Desmet beweert in het boek dat het huidige mens- en wereldbeeld mechanistisch is en verknocht aan de idee dat de wereld volkomen vervat kan worden in ordelijk functionerende mechanismen. Terwijl de grote wetenschap aangeeft waar de eigen limieten liggen, is de wetenschapsideologie die het dominante discours fundeert ongebreideld op zoek naar antwoorden die men volgens hem nooit zal kunnen vatten. Als mogelijk alternatief voor de wereldvisie waarbij materie als een statisch en ultiem meetbaar gegeven wordt beschouwd, verwijst hij naar het discours van de chaostheorie. In deze redenering integreert Desmet ideeën omtrent de replicatiecrisis, waarin hij enkele publicaties op zijn naam heeft staan in het domein van de psychologie. Desmet besluit uit de replicatiecrisis verkeerdelijk dat daarom ook de wetenschappelijke methode niet deugt. Breder onderzoek naar de replicatiecrisis wijst echter vooral op het niet goed genoeg toepassen van de wetenschappelijke methode en concludeert dat het falen van replicatie vooral van toepassing is op kleinschalige observationele studies.
In specifieke omstandigheden kan volgens Desmet het proces van massavorming plaatsvinden: een fanatiek geloof in het eigen discours en een onvoorwaardelijke verwerping van al wat ertegenin druist. Opmerkelijk hierbij is dat ook de leiders van de massa hieraan onderhevig zijn. Volgens Desmet kan massavorming gemakkelijk ontstaan in een maatschappij waar angst, depressie en zinloosheid veelvoorkomende verschijnselen zijn. Hier legt Desmet de link met de coronaverplichtingen. De aanpak van de coronacrisis in veel westerse landen is volgens Desmet een voorbeeld van hoe massavorming tot irrationele collectieve en individuele beslissingen kan leiden. Hij vergelijkt de maatregelen van de coronacrisis met de opkomst van het fascisme en de Holocaust. Op de achterflap van het boek valt het volgende te lezen: "Het [...] toekomstbeeld dat na de val van het nazisme en het stalinisme een nieuw soort totalitarisme zou oprijzen, geleid door saaie bureaucraten en technocraten, tekent zich merkwaardig realistisch af aan de maatschappelijke horizon."

## Kritiek
Desmet heeft geen enkele wetenschappelijke publicatie over massapsychologie op zijn naam staan. Experten in collectief gedrag Jay Van Bavel en John Drury vinden ‘mass formation psychosis’ een verzonnen concept zonder een spatje bewijs. Christophe Busch nam Desmets "bijzonder verstorende methodiek" op de korrel, "waarbij er eerst wordt gewaarschuwd voor bepaalde problemen en uitdagingen, om vervolgens zelf die weg op te gaan". Volgens skepticus Pepijn van Erp staat het boek vol met slordigheden, regelrechte missers en misleidingen. Een uitgebreide bespreking per hoofdstuk door een collega-psychoanalyst wijst eveneens op deze missers en misleidingen alsook op de theoretische beperkingen van het boek en de retorische technieken die erin aangewend worden.

## Bezoek bij Tucker Carlson en Alex Jones
Via Robert W. Malone raakten Desmets ideeën over massavorming bekend in Amerika. In september 2022 zette hij ze uiteen bij Tucker Carlson op Fox News en bij de complotdenker Alex Jones op InfoWars. Bij die laatste gelegenheid beweerde hij dat het echte totalitaire gevaar in de VS kwam van Joe Biden in plaats van Donald Trump, want diens ‘demonisering’ van Trump-aanhangers zou recht uit het handboek van de nazi's komen. Terwijl Desmet dit uitsprak, verschenen beelden van president Joe Biden en Adolf Hitler op de achtergrond, die vervolgens in elkaar overliepen: Biden met de snor van Hitler, met op de achtergrond een Amerikaanse vlag en hakenkruis.
Verder zei hij bij Alex Jones dat hij aanwezig was geweest bij openhartchirurgie waarbij het borstbeen zonder verdoving was opengezaagd, puur onder hypnose. Na de uitzending gaf hij toe dat hij niet fysiek getuige was geweest, zonder zijn claim voor de rest in te trekken. Ook bij Tucker Carslon beweerde hij dat hypnose wordt gebruikt voor openhartoperaties in ziekenhuizen in België. In tegenstelling tot wat Desmet beweert wordt hypnose niet gebruikt bij een openhartoperatie zonder verdoving.